# Brickell Flatiron
Brickell Flatiron es un rascacielos residencial en el distrito Brickell de Miami (Estados Unidos). Brickell Flatiron mide 224 m de altura, 64 pisos y tiene 527 unidades. El condominio de lujo se llama "flatiron" (lit, plancha) debido al lote triangular en el que está construido, similar al edificio Flatiron en Nueva York. Es actualmente el condominio más alto al sur de Nueva York.

## Historia
Brickell Flatiron fue originalmente un rascacielos de uso mixto propuesto y aprobado por la Ciudad de Miami en 2006 con un Permiso Especial de Uso Principal en el auge del desarrollo de la década de 2000 y se esperaba que la construcción comenzara en 2008. El edificio se suspendió esencialmente y luego se canceló debido a razones financieras durante la Gran Recesión . Cuando se completó, habría sido el edificio más alto de Miami, con una altura de 224 m, y habría contenido 70 pisos.
El edificio se iba a construir abarcando dos lotes que forman un lote triangular en la bifurcación donde se bifurcan South Miami Avenue y Southeast 1st Avenue en el distrito financiero Brickell de Miami. Se iba a construir sobre la calle 11 del sureste y la vía elevada de Metromover . En junio de 2011, el sitio aún estaba cercado y vacío; en 2012, la pequeña parcela triangular se convirtió temporalmente en un parque, gran parte del cual fue reemplazado por la construcción de un centro de ventas para el nuevo edificio. Luego, los lotes se vendieron al desarrollador actual, Ugo Colombo de CMC Group con Vladislav Doronin, quien rediseñó la torre para ubicarla solo en el lote más grande. Se planeó contener 17 917 m²   de espacio para oficinas y 4000 m²   de retail. También habría presentado un garaje de estacionamiento mecánico.
En 2017, CMC obtuvo 236 millones de dólares en financiamiento para la construcción, incluidos 138,3 millones de dólares del Bank of the Ozarks (ahora llamado Bank OZK), para Brickell Flatiron. Brickell Flatiron remató la construcción a fines de 2018 y recibió el TCO (certificado de ocupación temporal) en octubre de 2019. Brickell Flatiron, que fue diseñado por el arquitecto Luis Revuelta, se encuentra entre las torres más altas de Miami con 736 pies. La torre de condominios presenta interiores de Massimo Iosa Ghini de Iosa Ghini Associati de Italia. El desarrollador es CMC Group Inc. de Ugo Colombo.

## Galería

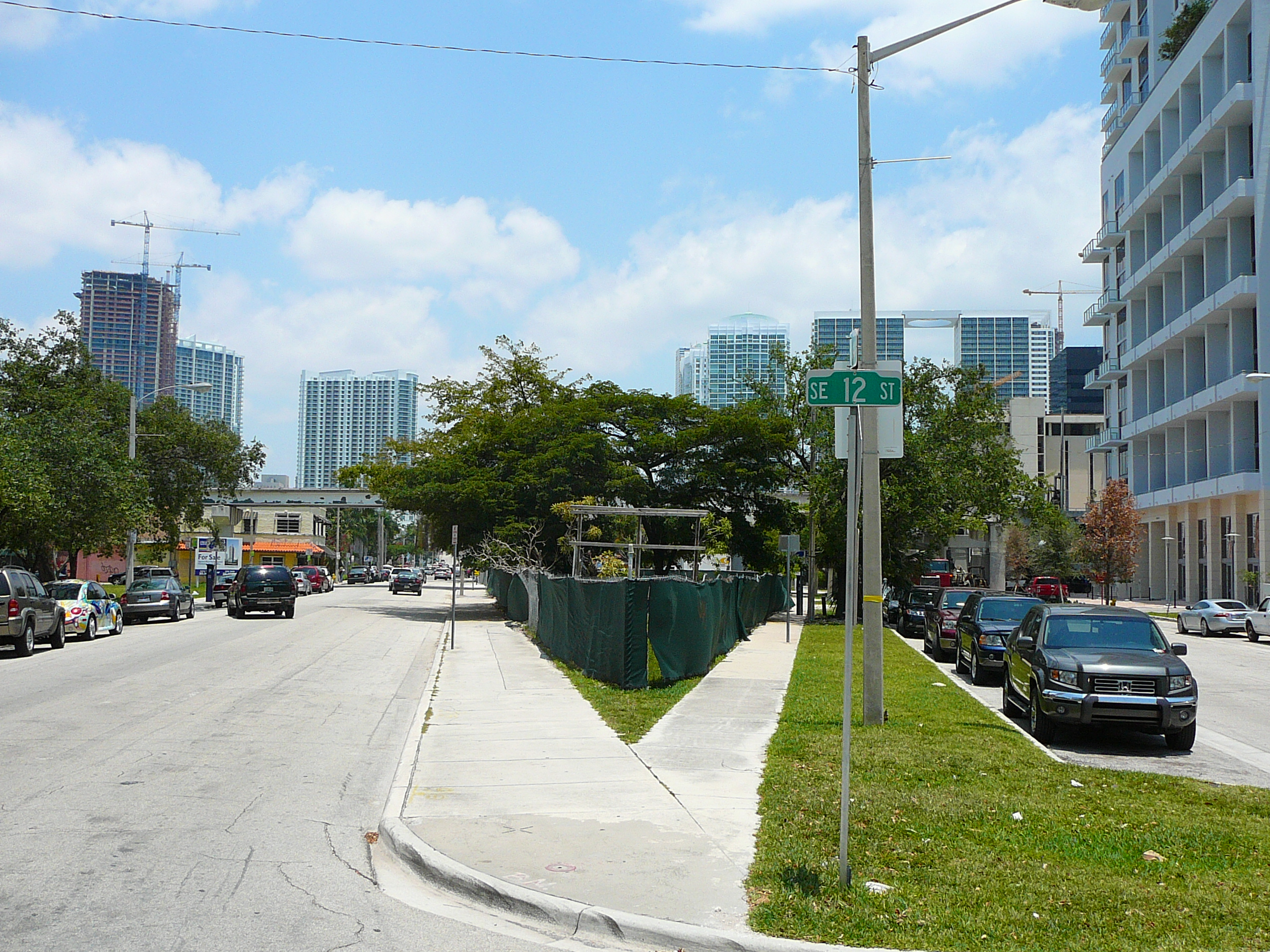
El lote durante la Gran Recesión de 2008
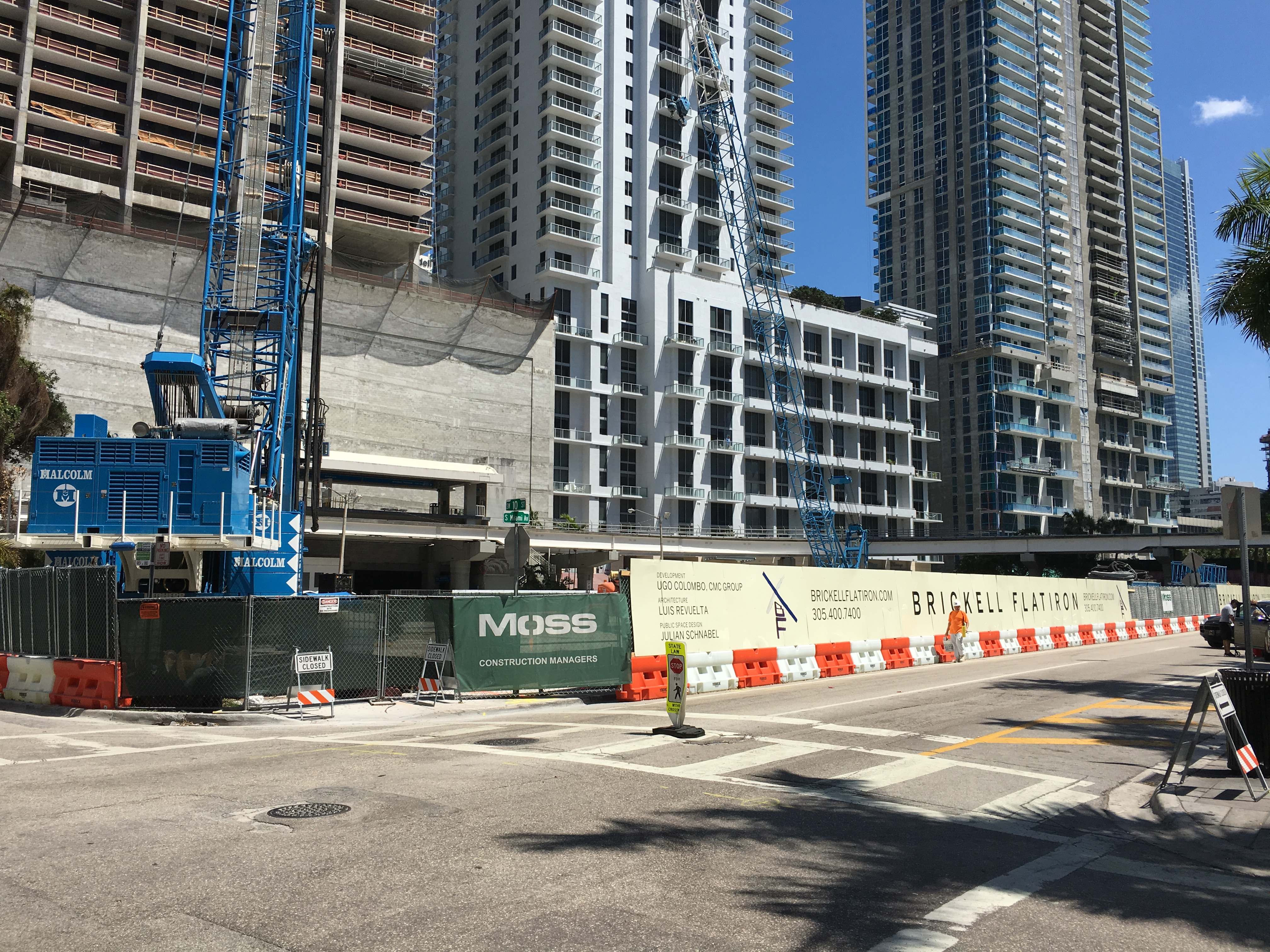
Brickell Flatiron en construcción en 2016
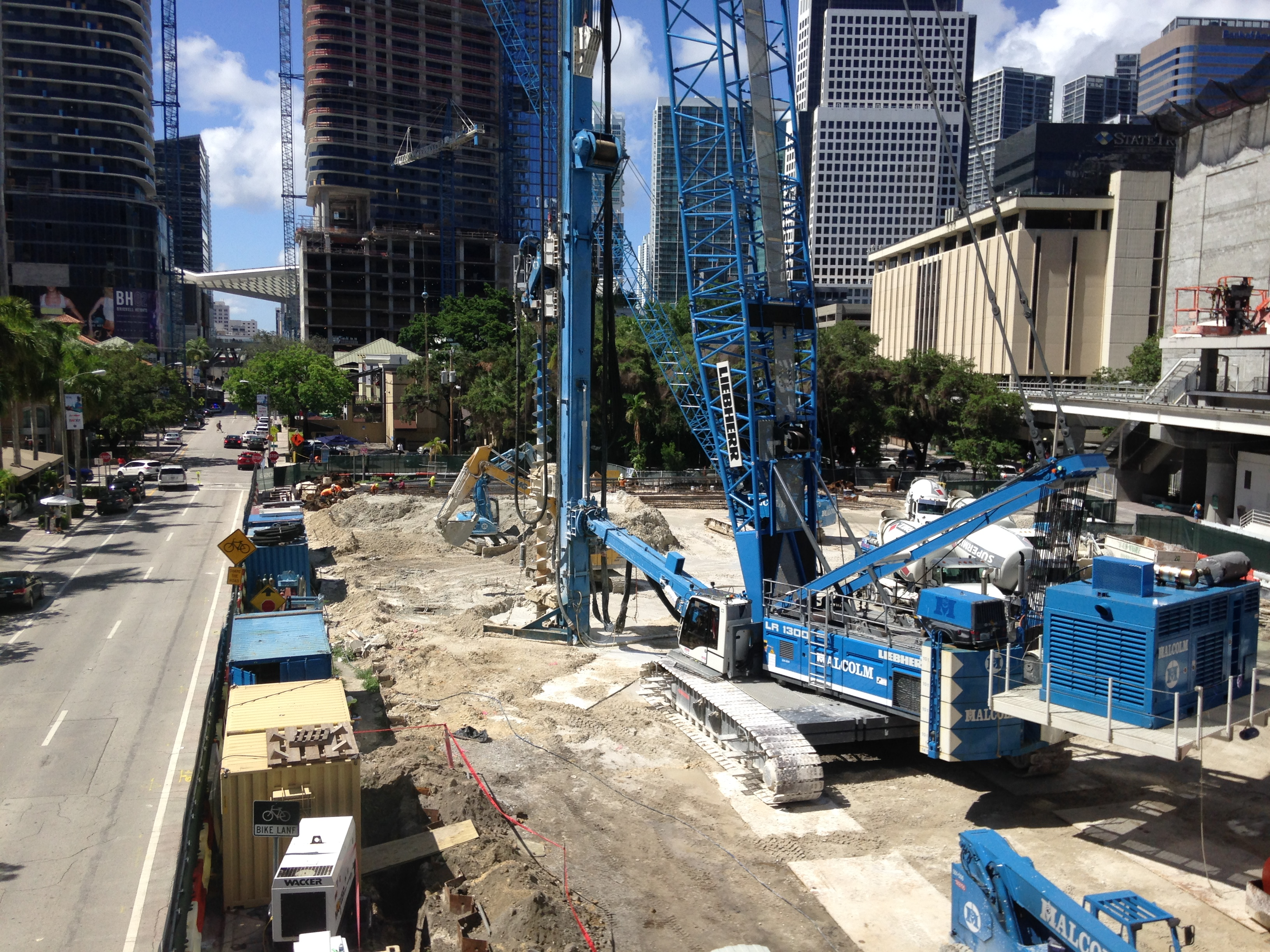
Trabajos en el sitio del edificio